# Xylocopa dimidiata
Xylocopa dimidiata är en biart som beskrevs av Pierre André Latreille 1809. Xylocopa dimidiata ingår i släktet snickarbin, och familjen långtungebin. Inga underarter finns listade i Catalogue of Life.